# Satyrium chlorocorys
Satyrium chlorocorys är en orkidéart som beskrevs av Heinrich Gustav Reichenbach och Robert Allen Rolfe. Satyrium chlorocorys ingår i släktet Satyrium och familjen orkidéer. Inga underarter finns listade i Catalogue of Life.